# El Real (Antas)
El Real o El Real de Antas es una localidad de la provincia de Almería, en la comunidad autónoma de Andalucía, España, perteneciente al municipio de Antas, en la comarca del Levante Almeriense. Su población en 2014 fue de 608 habitantes (INE).

## Situación geográfica
El Real está situado en las coordenadas geográficas: 37°15′43″N 1°54′55″O / 37.26194, -1.91528, y está a 140 m de altitud, próximo a las localidades de Vera, Antas, Aljeriz y Mojácar. Se encuentra a 81 km de la capital de la provincia y a 3 km de Antas.
Los principales accesos a El Real son:
- Desde Vera, a través de la antigua carretera N-340a, actualmente llamada A-8300, que la atraviesa.
- Desde Antas, por la carretera A-1202.
- Desde Almería, por la A-7, desviándose en el kilómetro 546.
- Desde el norte de la provincia y desde la Comunidad Valenciana, por la A-7, desviándose en el kilómetro 534.

## Economía
La principal actividad es la agricultura, fundamentalmente, cultivos de naranjas, tomates y otras hortalizas. También se desarrollan algunas labores artesanales que emplean la madera para fabricar muebles, puertas y ventanas; el metal para fabricar herrajes y maniveles; o el esparto para fabricar objetos rurales tradicionales.
Una finca de naranjos de la localidad ha puesto en marcha el proyecto Adopta un naranjo, con el fin de preservar los métodos de agricultura artesanal: los adoptantes abonan una cantidad y tienen así derecho a recibir una cantidad anual de las naranjas producidas de este modo.

## Lugares a visitar
Cerca de la población se encuentra un acueducto de 293 metros, construido en 1902, para conducir el agua, elevada desde el subsuelo con un motor de vapor, hasta una balsa de acumulación para su empleo en los cultivos de regadío. Es un ejemplo de arquitectura industrial que se encuentra en mal estado de conservación. Posee dos estructuras: un muro macizo sin huecos, junto al estanque, y en segundo lugar, dos cuerpos superpuestos de arcos. 
Toda la zona es rica en restos prehistóricos, destacando los relacionados con la cultura de El Argar, de la edad de bronce.

## Evolución de la población
La evolución de la población de El Real en los últimos años fue la siguiente:
| Gráfica de evolución demográfica de El Real entre 2000 y 2012 |
|                                                               |
| Datos según el nomenclátor publicado por el INE.              |